# 아소즈촌 (돗토리현)
아소즈촌(일본어: 浅津村)은 일본 돗토리현에 있던 촌이다. 현재의 도하쿠군 유리하마정의 일부에 해당한다.

## 역사
- 1889년 10월 1일 - 정촌제 시행에 의해 가와무라군 아소즈촌이 성립하였다.
- 1896년 4월 1일 - 군의 통합에 의해 도하쿠군이 되었다.
- 1953년 4월 1일 - 아소즈촌, 나가세촌, 하시즈촌, 우노촌과 합병, 정으로 승격해 하와이정이 신설되어 폐지되었다.

### 화재
- 1921년 3월, 가미아사쓰에서 대형 화재로 55가구 소실.
- 1929년 6월, 오아자카미아사쓰에서 대형 화재 발생, 37가구 소실.
- 1939년 4월, 오아자카미아사쓰에서 대형 화재 발생, 20가구 소실.

## 참고문헌
- 가도카와 일본 지명 대사전 31 鳥取県
- 『市町村名変遷辞典』東京堂出版、1990年。